# Harles Bourdier
Harles Bourdier (Pilar, 14 de agosto de 1972) es un exfutbolista paraguayo que jugaba en la posición de centrocampista. Fue integrante de la selección de fútbol de Paraguay entre los años 1996 y 1998.

## Selección nacional
Ha sido internacional con la selección de fútbol de Paraguay. Bourdier debutó el 21 de abril de 1996, en un amistoso contra Bosnia y Herzegovina, donde su equipo venció 3-0. Disputó un total de 14 partidos internacionales, anotando un gol.